# 압축재

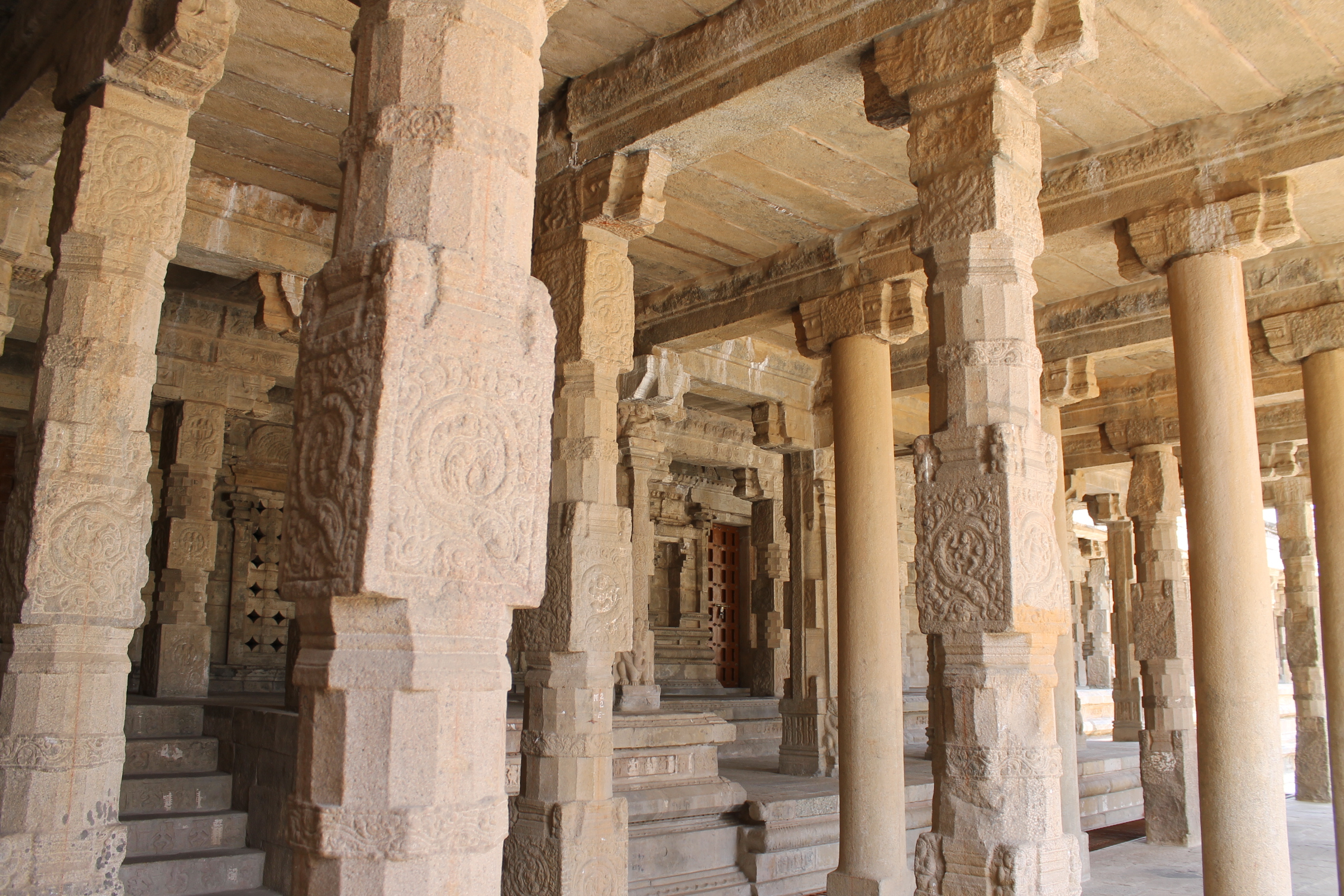

압축재(壓縮材)란 압축력을 받는 구조 부재를 말한다. 기둥, 트러스 현재 등이 압축재의 예이다.

## 강구조 압축재

### 단면 분류
강구조 압축재의 단면은 폭두께비 λ에 따라 조밀단면, 비조밀단면, 세장단면으로 구분한다. 구분 기준은 다음과 같다. λp는 조밀단면의 한계폭두께비, λr은 비조밀단면의 한계폭두께비라 할 때,
- 조밀(compact) 단면 : 단면의 플랜지들은 웨브에 연속적으로 연결되고, 그 단면의 모든 압축 요소의 폭두께비 {\displaystyle \lambda \leq \lambda _{p}}인 단면
- 비조밀(non-compact) 단면 : 한개나 그 이상의 요소들의 폭두께비 λ에 대하여, {\displaystyle \lambda _{r}\geq \lambda >\lambda _{p}}인 단면
- 세장단면 : {\displaystyle \lambda _{r}<\lambda }인 단면

| 판 요소에 대한 설명 | 폭두께비 | 폭두께비 제한값  | 폭두께비 제한값                            | 예시 |
| --- | -------- | ---------------- | ------------------------------------------ | ---- |
| 판 요소에 대한 설명 | 폭두께비 | λp 조밀단면 한계 | λr 비조밀단면 한계                         | 예시 |
| 균일압축을 받는 * 압연 H형강의 플랜지 * 압연 H형강으로부터 돌출된 플레이트 * 서로 접한 쌍ㄱ형강의 돌출된 다리 * ㄷ형강의 플랜지 | b/t      | -                | {\displaystyle 0.56{\sqrt {E/F_{y}}}}      |      |
| 균일압축을 받는 * 용접 H형강의 플랜지 * 용접 H형강으로부터 돌출된 플레이트와 ㄱ형강 다리                                        | b/t      | -                | {\displaystyle 0.64{\sqrt {k_{c}E/F_{y}}}} |      |
| 균일압축을 받는 * ㄱ형강 다리 * 낄판을 낀 쌍ㄱ형강의 다리 * 그 외 모든 한쪽만 지지된 판 요소                                    | b/t      | -                | {\displaystyle 0.45{\sqrt {E/F_{y}}}}      |      |
| 균일압축을 받는 T형강의 스템 | d/t      | -                | {\displaystyle 0.75{\sqrt {E/F_{y}}}}      |      |

{\displaystyle k_{c}={\frac {4}{\sqrt {h/t_{w}}}},\quad 0.35\leq k_{c}\leq 0.76} (용접 H형강의 플랜지 등이 접합되는 웨브의 폭두께비에 따라 구속정도가 좌우되는 것을 고려함) 만약 계산된 kc가 0.35와 0.76 사잇값이 아니라면 그 값을 버리고 0.35나 0.76 중 하나를 쓴다. 예를 들어 kc=0.9라면 0.76을 쓴다.
| 판 요소에 대한 설명                                                                                        | 폭두께비 | 폭두께비 제한값                       | 폭두께비 제한값                       | 예시 |
| --- | -------- | ------------------------------------- | ------------------------------------- | ---- |
| 판 요소에 대한 설명                                                                                        | 폭두께비 | λp 조밀단면 한계                      | λr 비조밀단면 한계                    | 예시 |
| 균일압축을 받는 2축대칭 H형강의 웨브                                                                       | h/tw     | -                                     | {\displaystyle 1.49{\sqrt {E/F_{y}}}} |      |
| 균일압축을 받는 * 각형강관의 플랜지 * 플랜지 커버 플레이트 * 파스너 또는 용접선 사이의 다이아프램 플레이트 | b/t      | {\displaystyle 1.12{\sqrt {E/F_{y}}}} | {\displaystyle 1.40{\sqrt {E/F_{y}}}} |      |
| 균일압축을 받는 그 외 모든 양쪽이 지지된 판 요소                                                           | b/t      | -                                     | {\displaystyle 1.49{\sqrt {E/F_{y}}}} |      |
| 압축을 받는 원형 강관                                                                                      | D/t      | -                                     | {\displaystyle 0.11E/F_{y}}           |      |

### 잔류응력
용접이나 열간압연에 의해 만들어진 형강은 냉각수축될 때 단면에서 냉각 속도 차이에 의해 잔류 응력이 발생하게 된다. 잔류 응력이 발생하면 보다 더 낮은 압축력에서 비탄성영역으로 바뀌기 때문에 좌굴에 불리해지게 된다.

## 기둥

### 세장비
세장비(slenderness ratio)는 기둥의 길이 L과 최소 단면 2차 반경 r과의 비{\displaystyle {\frac {L}{r}}}이다.

#### 단주
탄성거동을 하는 단주(短柱, short column)의 경우, 축방향 응력이 항복강도 또는 극한강도에 이르면 압축 파괴가 일어난다.

#### 장주
탄성 재료로 된 완벽하게 곧은 장주(長柱, slender column)에 축방향으로 하중이 재하된다고 하자. 이 하중의 크기가 커지면, 작은 하중에서는 기둥의 길이가 줄어든다. 한계 하중에 도달하면 기둥에 큰 횡방향 변위 v가 생기면서 불안정해진다. 이런 현상을 좌굴(buckling)이라 하고, 이 한계 하중 Pcr을 탄성좌굴하중 또는 오일러 좌굴하중이라고 한다. 부재가 세장할수록 좌굴에 저항하는 능력이 작아지며, 기둥의 양단 지지 조건에 따라서도 좌굴하중이 달라진다. 부재가 세장한 경우 탄성범위 내에서 좌굴이 발생하는데 이를 탄성좌굴하중이라고 한다. 압축재가 중심 압축력을 받으면 단면 형상에 따라 휨좌굴, 비틀림좌굴, 휨-비틀림 좌굴이 발생한다. 휨좌굴은 세장비가 큰 약축 방향 휨에 의해 발생한다. 비틀림좌굴은 매우 세장한 2축대칭단면의 압축재에 주로 발생한다.
(열간 압연 형강보다 얇은 판재를 조립한 조립압축재에 발생) 휨-비틀림 좌굴은 비대칭 단면의 압축재에 발생한다.

##### 좌굴 하중

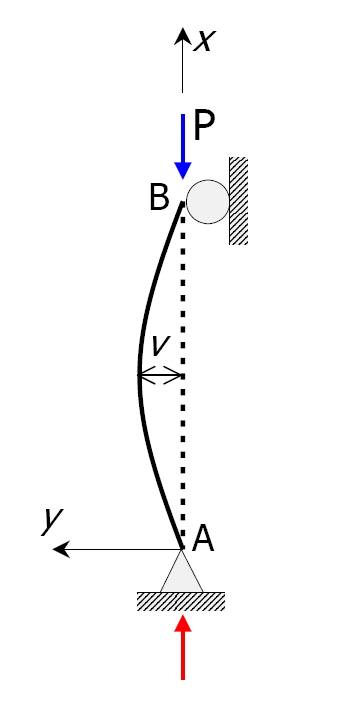
단순지지된 기둥

오일러는 1757년에 좌굴미분방정식으로부터 중심 압축력을 받는 기둥의 탄성좌굴하중을 구하였다. 오른쪽 그림과 같이 단순지지된 기둥에 도심축하중 P가 작용해 횡방향 처짐이 생겼다고 하자. 계산을 위해 그림과 같이 시계반대방향으로 90° 회전한 오른손 좌표계를 사용한다. 또, 처짐은 양의 y 방향으로 생겼다고 가정한다. 부재의 길이는 L이라고 한다.
{\displaystyle n=1}일 때의 가장 작은 임계 하중은
{\displaystyle P_{cr}={\frac {\pi ^{2}EI}{L^{2}}}}
로 주어진다.
한편, 이 때의 처짐식은
{\displaystyle v=A\sin({\frac {n\pi }{L}}x)}
가 된다.

##### 임계하중의 일반식
힌지단, 고정단, 또는 자유단 등의 지점 조건을 갖고 길이 방향으로 단면이 일정한 곧은 기둥의 임계하중은 다음과 같이 주어진다.
{\displaystyle P_{cr}={\frac {\pi ^{2}{\textit {EI}}}{(L_{e})^{2}}}={\frac {\pi ^{2}{\textit {EI}}}{(KL)^{2}}}\qquad \mathrm {(1)} }
여기서 E는 재료의 탄성 계수, I는 단면 이차 모멘트, L은 기둥의 길이, Le는 유효길이(단순지지 기둥으로 환산한 길이)이다. 유효좌굴길이계수 K를 써서 표현할 수도 있다. 이 식에서 알 수 있는 바와 같이, 기둥의 좌굴하중은 재료의 강도({\displaystyle \sigma _{ult}})와는 관련이 없으며 단지 재료의 단면 형상({\displaystyle I})과 탄성 계수({\displaystyle E}), 그리고 길이에 따라 좌우된다.
한편, 임계응력은
{\displaystyle F_{cr}\equiv {\frac {P_{cr}}{A}}={\frac {\pi ^{2}E}{({\frac {KL}{r}})^{2}}}\qquad \mathrm {(2)} }

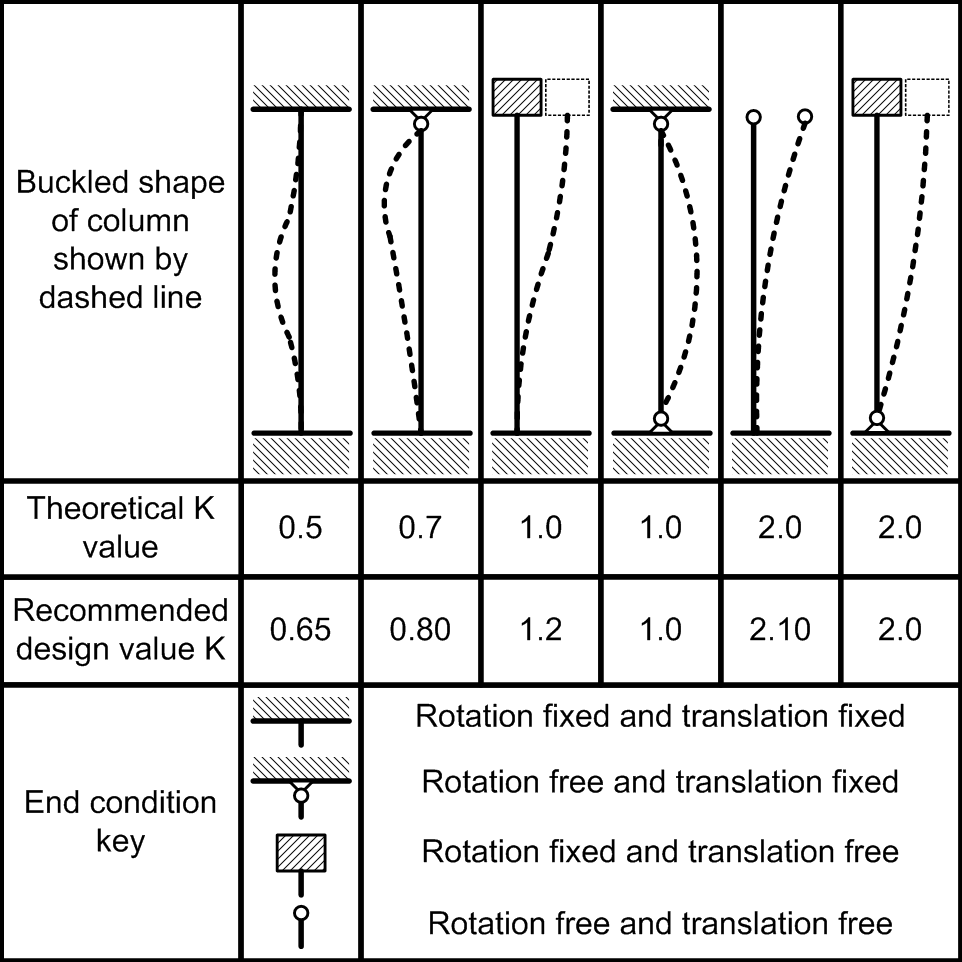
지지 조건에 따른 K값

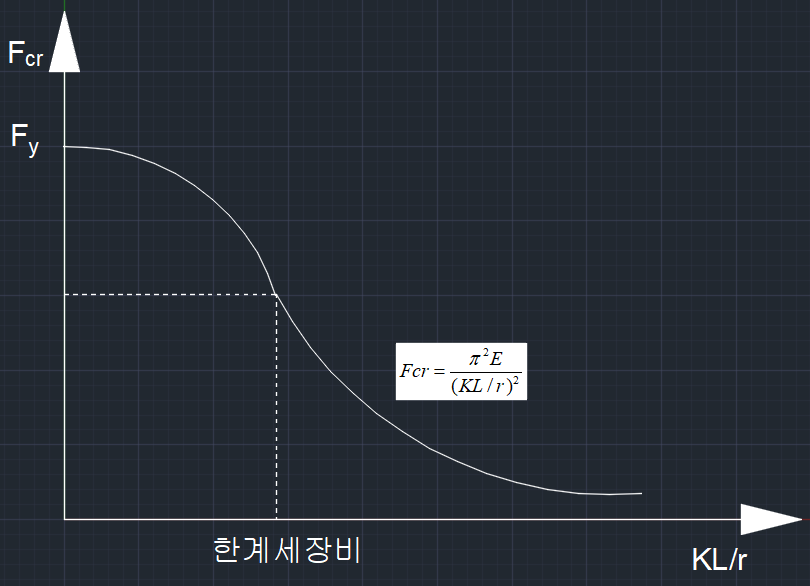
압축재의 응력세장비 곡선

임계응력 Fcr이 재료의 비례한도를 넘을 경우, 기둥은 비탄성 좌굴(inelastic buckling)을 하게 된다. 탄성좌굴과 비탄성좌굴의 경계가 되는 세장비를 한계세장비라고 한다. 한계세장비보다 작은 세장비 영역에서는 압축재의 응력-세장비 곡선의 변화 양상이 달라지게 된다.

## 트러스 압축재
트러스 압축재는 면내 좌굴, 면외 좌굴이 일어날 수 있다. 면내 좌굴은 부재가 연직방향 변위가 생기는 것을 말하고, 면외 좌굴은 부재가 수평방향으로 좌굴되는 것을 말한다. 단부가 구속된 트러스 압축부재는 유효좌굴길이계수 K=0.1을 사용한다.

## 조립 압축재

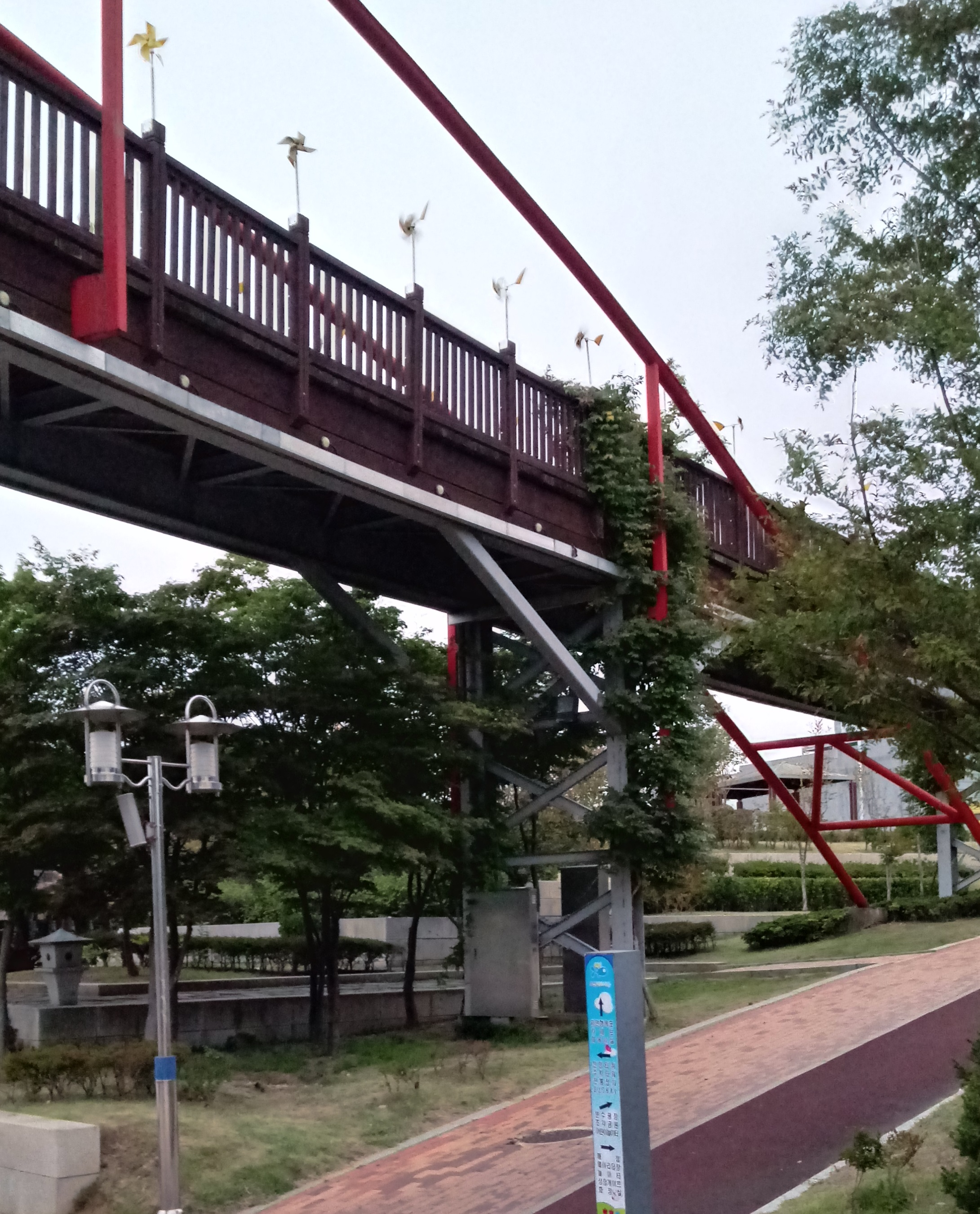
육교의 교각부분이 조립 압축재로 되어 있음

조립 압축재란, 공장에서 만들어지는 압축재의 단면은 일정 규격으로 되어 있기 때문에 보다 더 큰 압축력을 받아야 하는 경우, 여러 압축재들을 조립해서 만드는 압축재이다. 조립 압축재는 접합부 사이 간격을 a라고 할 때, a 부분에 해당하는 압축재의 세장비가 전체 부재 세장비의 3/4를 초과하지 않도록 해야 한다.{\displaystyle \left({\frac {Ka}{r_{i}}}\leq {\frac {3}{4}}{\frac {KL}{r}}\right)}
조립 압축재의 도심축과 낱개 압축재의 도심축이 일치하는 축을 충복축이라 하고, 충복축과 수직인, 조립 압축재의 도심축과 낱개 압축재의 도심축이 일치하지 않는 축을 비충복축이라 한다.
충복축에 대한 특성값
충복축을 X-X축이라 할 때 충복축에 대한 단면 2차 반경은 {\displaystyle r_{X}={\sqrt {\frac {\Sigma I_{x}}{\Sigma A}}}}이다. 여기서 {\displaystyle I_{x}}는 낱개 압축재의 도심축(x축)에 대한 단면 2차 모멘트이고 A는 낱개 압축재의 단면적이다.
충복축에 대한 세장비 {\displaystyle {\frac {KL}{r_{X}}}}은 단일 압축재에서 세장비를 구한 것과 같은 방법으로 구하면 된다.
비충복축에 대한 특성값
비충복축에 대한 조립재의 단면 2차 모멘트는 평행축 정리를 이용해 구한다. 낱개 압축재의 도심간 거리(mm)를 c라 하면
{\displaystyle I_{Y}=2\left\{I_{y}+A\left({\frac {c}{2}}\right)^{2}\right\}}
단면 2차 반경은 {\displaystyle r_{Y}={\sqrt {\frac {I_{Y}}{2A}}}={\sqrt {{\frac {I_{y}}{A}}+\left({\frac {c}{2}}\right)^{2}}}={\sqrt {r_{y}^{2}+\left({\frac {c}{2}}\right)^{2}}}}
세장비는 비충복축에 대해 단일부재로 거동한다면 {\displaystyle {\frac {KL}{r_{Y}}}}이다. 만일 좌굴모드가 개재간의 접합재에서 전단력을 발생시키는 상대변형을 포함하고 있다면 조립압축재의 세장비 {\displaystyle {\frac {KL}{r_{Y}}}} 대신 조립압축재의 (수정된) 유효세장비 {\displaystyle \left({\frac {KL}{r}}\right)_{m}}을 사용하며, 다음 식으로 계산한다.
- 연결재가 밀착 조임(snug-tight) 볼트로 접합된 경우

{\displaystyle \left({\frac {KL}{r}}\right)_{m}={\sqrt {\left({\frac {KL}{r}}\right)_{0}^{2}+\left({\frac {a}{r_{i}}}\right)^{2}}}}
- 연결재가 용접이나 볼트로 마찰접합된 경우

{\displaystyle \left({\frac {KL}{r}}\right)_{m}={\sqrt {\left({\frac {KL}{r}}\right)_{0}^{2}+0.82{\frac {\alpha ^{2}}{1+\alpha ^{2}}}\left({\frac {a}{r_{ib}}}\right)^{2}}}}
여기서 {\displaystyle \left({\frac {KL}{r}}\right)_{0}} : 단일부재로 거동하는 조립부재의 세장비
{\displaystyle r_{i}} : 개재의 최소 단면 2차 반경(mm)
{\displaystyle r_{ib}} : 부재 좌굴축과 평행한 도심축에 대한 개재의 최소 단면 2차 반경(mm)
{\displaystyle \alpha ={\frac {h}{2r_{ib}}}}
h : 좌굴 부재축에 수직인 각 요소의 도심 간 거리(mm)

## 강구조 압축재 설계
설계 과정을 요약하면 다음과 같다. 우선 계수하중을 통해 소요강도 Pu를 정한다. 다음의 두 값 중 큰값이 소요강도이다.
{\displaystyle 1.4P_{D}\quad or\quad 1.2P_{D}+1.6P_{L}}
다음으로 단면을 가정한다. 폭두께비를 계산하여 세장한 단면이라면 다시 단면을 가정해야 한다. 조밀 혹은 비조밀단면이라면 다음 단계로 세장비{\displaystyle \left({\frac {KL}{r}}\right)}를 계산한다. 세장비가 200 이상이면 단면을 재가정해야한다. 세장비가 200보다 작으면 휨좌굴강도(Fcr)을 계산한다. 단면적 Ag를 곱하여 공칭 압축강도를 구한 뒤, 저항계수 Φ=0.9를 곱해 설계압축강도를 계산한다. 설계압축강도가 소요강도 Pu보다 크면 안전한 설계이다.

### 휨좌굴에 대한 압축강도
휨좌굴은 조밀 또는 비조밀단면 압축재에 적용된다. 휨좌굴강도 Fcr은 다음 식으로 계산한다.
- {\displaystyle {\frac {KL}{r}}\leq 4.71{\sqrt {\frac {E}{F_{y}}}}} 혹은 {\displaystyle {\frac {F_{y}}{F_{e}}}\leq 2.25}인 경우

{\displaystyle F_{cr}=\left[0.658^{\frac {F_{y}}{F_{e}}}\right]F_{y}}
- {\displaystyle {\frac {KL}{r}}>4.71{\sqrt {\frac {E}{F_{y}}}}} 혹은 {\displaystyle {\frac {F_{y}}{F_{e}}}>2.25}인 경우

{\displaystyle F_{cr}=0.877F_{e}}

여기서 Fe : 탄성 휨좌굴강도(N/mm²) {\displaystyle \left(={\frac {\pi ^{2}E}{({\frac {KL}{r}})^{2}}}\right)}
r : 좌굴축에 대한 단면 2차 반경(mm)

## 같이 보기
- 아치

## 참고 문헌
- 한국강구조학회 (2017). 《강구조설계》. 구미서관. ISBN 978-89-8225-135-1.
- 국토교통부 (2016년 5월 31일). “건축구조기준”. 《국가법령정보센터》. 2017년 11월 12일에 확인함.
- Gere, Goodno. 《SI 재료역학》 8판. 센게이지 러닝 코리아.